# Daniele Padelli
Daniele Padelli, né le 25 octobre 1985 à Lecco (Italie), est un footballeur italien qui évolue au poste de gardien de but à l'Udinese Calcio.

## Biographie
Il compte 7 sélections en équipe d'Italie des moins de 20 ans et une sélection chez les -21 ans.
Padelli participe à la Coupe du monde des moins de 20 ans 2005 avec l'Italie.
Padelli est le premier joueur italien à porter le maillot des Reds de Liverpool, le 13 mai 2007, lors du dernier match de championnat terminé 2-2 contre Charlton.

## Carrière
| Saison  | Club              | Pays              | Matchs | Buts |
| ------- | ----------------- | ----------------- | ------ | ---- |
| 2003-04 | Côme              | Italie            | 0      | 0    |
| 2004-05 | Sampdoria         | Italie            | 0      | 0    |
| 2005-06 | AS Pizzighettone  | Italie            | 33     | -30  |
| 2006-07 | Crotone Liverpool | Italie Angleterre | 1      | -2   |
| 2007-08 | Pise              | Italie            | 7      | -10  |
| 2008-09 | Avellino          | Italie            | 15     | -23  |
| 2009-10 | Bari              | Italie            | 1      | -3   |
| 2010-11 | Bari              | Italie            | 2      | -3   |
| 2011-12 | Udinese           | Italie            | 0      | 0    |
| 2012-13 | Udinese           | Italie            | 9      | -13  |
| 2013-14 | Torino            | Italie            | 38     | -47  |
| 2014-15 | Torino            | Italie            | 17     | -17  |